# Kelley Polar
Kelley Polar (geboren in Dubrovnik, Kroatië, echte naam: Mike Kelley) is een Amerikaanse vocalist en producer van alternatieve dansmuziek.

## Levensloop
Polar studeerde af als klassiek violist aan de Juilliard School in New York, waar hij samenwerkte met Darsan Jesrani en Morgan Geist van Metro Area. Hij bracht enkele ep's uit als deel van The Kelley Polar Quartet bij Environ Records. Zijn eerste soloalbum, Love Songs of the Hanging Gardens, dat uitkwam in 2005, bevat elementen van house, disco and pop. Zijn volgende album, I Need You To Hold On While The Sky Is Falling, werd uitgebracht in maart 2008.
Hij is de broer van Blevin Blectum. Als Mike Kelley is hij violist bij de Apple Hill Chamber Players.

## Discografie
† Als Kelley Polar Quartet

### Albums
- Love Songs Of The Hanging Gardens - Environ (2005)
- I Need You To Hold On While The Sky Is Falling - Environ (2008)

### Singles/ep's
- Audition† - Environ (2002)
- Recital† - Environ (2003)
- Rococo† - Environ (2004)
- Chrysanthemum - Environ (2007)